# Messor berbericus
Messor berbericus är en myrart som beskrevs av Bernard 1955. Messor berbericus ingår i släktet Messor och familjen myror. Inga underarter finns listade i Catalogue of Life.